# Syntrichia pseudohandelii
Syntrichia pseudohandelii är en bladmossart som beskrevs av Accepted name, Feddes Repert.. Syntrichia pseudohandelii ingår i släktet skruvmossor, och familjen Pottiaceae. Inga underarter finns listade i Catalogue of Life.